# Kim Hunter
Kim Hunter, pseudônimo de Janet Cole (Detroit, Michigan, 12 de novembro de 1922 – Nova Iorque, Nova Iorque, 11 de setembro de 2002) foi uma atriz estadunidense de cinema, teatro e televisão.

## Biografia
Kim Hunter nasceu como Janet Cole em Detroit, em 12 de novembro de 1922. Seus pais eram Donald Cole e Grace Lind. Ela cursou o ensino médio no Miami Beach High School.

## Carreira
O primeiro papel de Hunter no cinema foi no film noir A Sétima Vítima em 1943. Obteve grande destaque ao interpretar Stella Kowalski na produção original da Broadway de A Streetcar Named Desire em 1947 (br: Uma rua chamada Pecado / pt: Um eléctrico chamado Desejo) e repetir o papel na versão cinematográfica, pela qual receberia o Oscar e o Globo de Ouro como melhor atriz coadjuvante/secundária.
Todavia, sua carreira seria abalada quando foi incluída na lista negra de Hollywood por toda a década de 1950, sob acusação de pertencer ao Partido Comunista dos Estados Unidos durante o período do macartismo. Em 1956, ela estrelou ao lado de Bette Davis no filme Storm Center, sobre o assunto.
Em 1957, apareceu com Mickey Rooney na transmissão ao vivo da peça dramática The Comedian, escrita por Rod Serling e dirigida por John Frankenheimer. Ao iniciar a década de 1960, Hunter passaria para a TV e ficaria conhecida com suas participações especiais em seriados médicos. Em 1962, ela apareceu num episódio da série da NBC The Eleventh Hour. No ano seguinte, num episódio do seriado da ABC Breaking Point. Em 1965 fez duas participações especiais no seriado da NBC Dr. Kildare. Retornaria ao cinema em um grande papel no final da mesma década, quando deu vida a doutora Zira, a chimpanzé cientista da trilogia Planet of the Apes. Atuou ainda no teatro na peça The Swimmer, ao lado de Burt Reynolds.
Em 1973, Hunter interpretou o papel de uma médica presa por oferecer aborto a suas pacientes no seriado da ABC Griff. Na época, a questão ainda estava sendo analisada pela Suprema Corte. Em 1974, Hunter estrelou no controverso filme da NBC Born Innocent como mãe da personagem principal, vivida por Linda Blair. Na cena mais relembrada do filme, a personagem de Blair é estuprada pelas colegas enquanto toma banho na escola. O filme acabou sendo responsabilizado por um estupro semelhante de uma menina de nove anos, mas o caso foi arquivado pela Suprema Corte da Califórnia. Na mesma época, Hunter apareceu em vários capítulos do programa de rádio Radio Mystery Theater da CBS. Em 1977, Hunter apareceu num episódio da série de western da NBC The Oregon Trail.
Na década de 1980, Hunter apareceu em várias telenovelas, a mais famosa delas sendo The Edge of Night, pela qual recebeu uma indicação ao Emmy de melhor atriz do gênero. Um de seus últimos papéis de destaque foi em Midnight in the Garden of Good and Evil (br: Meia-noite no jardim do bem e do mal), filme dirigido por Clint Eastwood e estrelado por John Cusack, Jude Law e Kevin Spacey, em 1997.

## Morte e legado
Kim Hunter morreu de ataque cardíaco em Nova Iorque aos 79 anos de idade. Por sua contribuição ao cinema, ela possui duas estrelas na Calçada da Fama de Hollywood: uma na Vine Street, no número 1617, e outra localizada na mesma rua, no número 1715.

## Filmografia selecionada
- 1943: The Seventh Victim como Mary Gibson
- 1943: Tender Comrade como Doris Dumbrowski
- 1944: When Strangers Marry como Millie Baxter
- 1944: A Canterbury Tale como Garota dos Johnsons (versão norte-americana apenas)
- 1945: You Came Along como Frances Hotchkiss
- 1946: A Matter of Life and Death como June
- 1951: A Streetcar Named Desire como Stella Kowalski
- 1952: Deadline - U.S.A. como Nora Hutcheson
- 1956: Storm Center como Martha Lockridge
- 1957: The Young Stranger como Helen Ditmar
- 1964: Lilith como Dr.ª Bea Brice
- 1968: Planet of the Apes como Dra. Zira
- 1968: The Swimmer como Betty Graham
- 1970: Beneath the Planet of the Apes como Dr.ª Zira
- 1971: Escape from the Planet of the Apes como Dr.ª Zira
- 1997: Midnight in the Garden of Good and Evil como Betty Harty